# Adel Bagrou
Adel Bagrou è uno dei tre comuni del dipartimento di Amourj, situato nella regione di Hodh-Charghi in Mauritania. Nel censimento della popolazione del 2000 contava 36.007 abitanti.